# Джейк Джилънхол
Джейкъб Бенджамин Джилънхол (на английски: Jacob Benjamin „Jake“ Gyllenhaal) (по-известен като: Джейк Джилънхол) е американски актьор, получил номинация за „Оскар“ през 2005 г. за „Най-добра поддържаща мъжка роля“ във филма „Планината Броукбек“.
Изявите на Джилънхол в киното започват още преди юношеските му години, като неговата първа главна роля е в биографичния филм на Джо Джонсън от 1999 г. „Октомврийско небе“. Следващите кинопродукции, в които се снима, са „Дони Дарко“ и „След утрешния ден“, както и драмите „Снайперисти“ и „Доказателството“ от 2005. От същата година датира и най-големия му успех в киното, с номинацията за „Оскар“ в „Планината Броукбек“. Изразителната игра на Джиленхол, в лентата на режисьора Анг Лий, му носи множество номинации за ролята на Джак Туиск. Носител е на приза на Британската академия за филмово и телевизионно изкуство за „Най-добра поддържаща роля“.

## Биография
Джейкъб Бенджъмин Джилънхол е роден на 19 декември 1980 година, в семейството на режисьора Стивън Джилънхол и сценариста Наоми Фонър. Бащата на Джейк е от шведски, а майка му от руско-еврейски произход, като двамата имат и по-голяма дъщеря – Маги Джилънхол, също актриса. Негови кръстници са Джейми Лий Къртис и Пол Нюман.
Джилънхол прави своя дебют на снимачната площадка през 1991 г. в комедията „Градски каубои“, където играе сина на Били Кристъл. Участва с няколко малки роли в различни филми, преди да се стигне до продукциите „Октомврийско небе“ и „Дони Дарко“, където Джилънхол изиграва своите герои с необходимата изразителност и екранно присъствие. В психологическата драма от 2001 г. „Дони Дарко“, негов партньор е по-голямата му сестра Маги. Изпълнението му носи първата номинация за най-добра роля, като той се налага и като многообещаващ актьор. Следват снимки в няколко кинопродукции, като Джилънхол набира слава с участието си в романтичната комедия на Уолт Дисни „Балоненото момче“ и научнофантастичния филм „След утрешния ден“.
През 2005 г. на екран излиза лентата на Сам Мендес „Снайперисти“. Филмът представя реалните събития от Първата война в Персийския залив, описана от американския морски пехотинец Антъни Суофорд. Ролята на Суофорд е поверена на Джилънхол, като той я изиграва с нужната чувствителност, прецизност и качество. В „Доказателството“, също от 2005 година, актьорът партнира на Гуинет Полтроу и Антъни Хопкинс. Продукцията представлява филмова адаптация на режисьора Джон Мадън, на наградената с Пулицър пиеса със същото заглавие.
Филмът който изстрелва Джилънхол към върха на филмовата индустрия и му печели международна всеизвестност несъмнено е „Планината Броукбек“. Романтичната драма на тайванския режисьор Анг Лий, по едноименния роман на Ани Пру, събира заедно на снимачната площадка актьорите Хийт Леджър, Ан Хатауей, Мишел Уилямс и Джейк Джилънхол. Откритата гей тематика в продукцията разделя зрителите на срещуположни мнения, но критиката застава зад лентата и тя получава широка популярност. Определен като един от най-добрите филми на годината, „Планината Броукбек“ печели четири награди Златен глобус, четири награди на БАФТА и получава осем номинации за Оскар, включително и номинация за „Най-добра поддържаща мъжка роля“ за Джейк Джилънхол, за ролята му на Джак Туист.
През следващите години Джилънхол се снима във филмите „Зодиак“, „Извличане“, „Братя“ и „Принцът на Персия: Пясъците на времето“, като през 2010 г. получава номинация за Златен глобус за най-добър актьор в мюзикъл или комедия, за ролята му в лентата „Любовта е опиат“.

## Филмография
| Година | Заглавие                               | Роля                           | Бележки |
| ------ | -------------------------------------- | ------------------------------ | ------- |
| 1991   | Градски каубои                         | Дани Робинс                    |         |
| 1993   | Josh and S.A.M.                        | Леон                           |         |
| 1993   | Опасна жена                            | Едуард                         |         |
| 1998   | Трева                                  | Джейк/Синия Кахан              |         |
| 1999   | Октомврийско небе                      | Хоумър Хикман                  |         |
| 2001   | Дони Дарко                             | Доналд „Дони“ Дарко            |         |
| 2001   | Балонено момче                         | Джими Ливингстън               |         |
| 2001   | Прекрасен & Удивителен                 | Джордън                        |         |
| 2002   | Шосе                                   | Пилот Келсън                   |         |
| 2002   | Лунния път                             | До Каст                        |         |
| 2002   | Доброто момиче                         | Томас 'Холдън' Уортър          |         |
| 2004   | След утрешния ден                      | Сам Хол                        |         |
| 2005   | Планината Броукбек                     | Джак Туист                     |         |
| 2005   | Снайперисти                            | Антъни Суофорд                 |         |
| 2005   | Доказателството                        | Харолд                         |         |
| 2007   | Зодиак                                 | Робърт Грейсмит                |         |
| 2007   | Извличане                              | Дъглас Фрийман                 |         |
| 2009   | Братя                                  | Томи Качил                     |         |
| 2010   | Принцът на Персия: Пясъците на времето | Дастан                         |         |
| 2010   | Любовта е опиат                        | Джейми Рендъл                  |         |
| 2011   | Първичен код                           | Колтър Стивънс                 |         |
| 2012   | Края на смяната                        | Браян Тейлър                   |         |
| 2013   | Затворници                             | детектив Локи                  |         |
| 2013   | Враг                                   | Адам / Антъни                  |         |
| 2014   | Лешояда                                | Лу Блум                        |         |
| 2015   | Accidental Love                        | Хауърд Бърдуел                 |         |
| 2015   | Обратен гард                           | Били Хоуп                      |         |
| 2015   | Еверест                                | Скот Фишър                     |         |
| 2015   | Разрушение                             | Дейвис Мичъл                   |         |
| 2016   | Nocturnal Animals                      | Едвард Шефилъд / Тони Хастинъс |         |
| 2017   | „Живот“                                | доктор Дейвид Джордан          |         |